# Nová pravice
Nové pravice vzniká od 70. let 20. století ve Francii a dominuje v 80. letech. Kořeny směru lze nalézt v již 50. letech 20. století v USA, kde vzniká v reakci na socialismus (tzn. americký liberalismus) a komunismus. Nová pravice se vymezuje proti socialismu, komunismu a Nové levici. Je přesvědčena o existenciálním ohrožení západní civilizace ze strany socialismu, komunismu a Nové levice. Nová pravice (na rozdíl od pravice předtím) je sebevědomá, optimistická, radikální, bojovná, ostrá a přesvědčena o tom, že uspěje (stará pravice – jakoby smířena s porážkou): „Otočíme kolo dějin!“ V Evropě se používá označení Nová pravice, zatímco v USA konzervatismus.
Tři původní proudy:
a) Libertarianismus (klasický liberalismus): Friedrich A. Hayek (Cesta k nevolnictví, 1944–45), Ludwig Mises, Milton Friedman (Kapitalismus a svoboda, 1962), Ayn Randová, Murray Rothbard, Frank Meyer (Na obranu svobody, 1962). Kritizují socialismus a etatismus, obhajují osobní svobody a jednotlivce.
b) Tradicionalismus: Russell Kirk (Konzervativní smýšlení, 1953), Richard Weaver (Myšlenky mají důsledky, 1948), Eric Voegelin (Nová věda o politice, 1952), Leo Strauss (Přirozené právo a historie, 1953). Kritizují masovou společnost, modernitu, hodnotový relativismus, utopismus a ideologii; obhajují tradice, autority, hodnoty a ctnosti.
c) Antikomunismus: James Burnham (Zápas o svět, 1947), Whittaker Chambers (Svědek, 1952), Frank Meyer. Kritizují komunismus, ale i západní socialistické a liberálně-relativistické levicové strany, které nejsou schopny hrozbu komunismu pochopit.
Jako reakce na Novou levici vznikají v 70. letech dva další proudy Nové pravice, které se připojily k americkému konzervatismu: populistická Nová pravice a neokonzervativci. Neokonzervativci, původně levicoví sociál-demokratičtí intelektuálové 60. let, v reakci na Novou levici postupně v průběhu 70. let mění svá stanoviska na pravicová. Kritizují kulturně-morální rebelantství Nové levice a její antiamerickou zahraniční politiku. Dále kritizují také negativní důsledky sociálních programů. Mezi představitele Nové pravice patří Irving Kristol, Norman Podhoretz, Michael Novak, Jeane Kirkpatricková, Samuel Huntington, Peter Berger, Midge Decterová, Gertrude Himmelfarbová, Seymour Martin Lipsett nebo americký prezident Ronald Reagan.
Velká Británie
Mezi směry Nové pravice ve Velké Británii patří thatcherismus, privatizace a monetarismus. Neoliberální kritika socialismu a welfare-state. Představiteli jsou Keith Joseph, Margaret Thatcherová nebo Norman Tebbit. Britská Nová pravice je explicitně neoliberální a implicitně neokonzervativní: spojuje ekonomický liberalismus, morální konzervatismus a patriotismus.
Francie
Ve Francii vzniká Nová pravice začátkem 70. let 20. století okolo skupiny intelektuálů, kteří aktivně vystoupili s požadavky „obrody evropské kultury“. Uvědomují si krizi evropské kultury, jejíž příčiny je podle nich třeba hledat v činnosti staré pravice. Je třeba se zříci demokratických tradic a racionalistického filozofického dědictví a vrátit se k předkřesťanské Evropě. V takovém významu je Nová pravice propojena z neo-völkisch hnutím, jak ho definoval Nicholas Goodrick-Clarke. Nová pravice odmítá sociální egalitářství, světové dějiny nemají jednotu, neexistuje pokrok. Představiteli Nové pravice jsou Alain de Benoist, Ch. Jilm, P. Vlál, M. Marmin či A. Hobartu. Mezi další rysy patří radikální kritika egalitarismu ve všech aspektech, kritika křesťanství jakožto egalitářského a obhajoba pohanské antiky.
Německo
V Německu je Nová pravice (Neue Rechte) politická ideologie, která vznikla jako reakce na vznik Nové levice v 60. letech 20. století. Německá Nová pravice prosazuje německou národně konzervativní revoluci.